# Homer Like a Rolling Stone
Pour les articles homonymes, voir Homer et Rolling Stones (homonymie).
Homer Like a Rolling Stone (France) ou Homer revient toujours au Rock'n'Roll (Québec) (How I Spent My Strummer Vacation) est le 2e épisode de la saison14 de la série télévisée d'animation Les Simpson.

## Épisode
Un soir ordinaire, à la taverne de Moe, Homer ne peut pas acheter de bière car sa famille lui a emprunté tout son argent. Comme Moe refuse de le servir, Homer part et essaye de se mettre en transe par tous les moyens : don du sang, lèche grenouille, marijuana, et enfin le bar de Moe où il retrouve ses collègues. Ceux-ci ne le laissent pas rentrer en voiture et le mettent dans un taxi. Le lendemain, Homer se retrouve devant la télé et assiste à une émission dont le principe est de filmer les conversations des passagers en caméra cachée. Lui et sa famille écoutent donc ses propos disant que son rêve de devenir rockeur est anéanti par son mariage et ses enfants. Sa famille, d'abord en colère, décide finalement de reconnaître les sacrifices qu'Homer fait pour eux. Marge offre donc à Homer un séjour intensif de rock 'n' roll dans un camp avec les Rolling Stones. Il passe une magnifique semaine et la fin venue, il ne peut se résigner à rentrer chez lui. Devant son état dépressif, Mick Jagger propose à Homer de monter sur scène à leur prochain concert. Homer prévient donc tous ses proches, à commencer par sa famille, et le soir venu, apprend qu'il y a eu qui-pro-quo. Lui qui croyait jouer devra se contenter de tester le micro. Au moment venu, voyant la déception du public, il s'empare d'une guitare et improvise une chanson. Fous de rages, les Rolling Stones entrent sur scène et le pourchassent, ce qui a pour effet de créer une émeute. À la suite de cet incident, le groupe de rock s'excuse et offre à Homer l'opportunité de jouer de la guitare avec eux sur scène. Cependant, Homer décline l'offre et préfère rester avec sa famille.